# 加斯克 (阿拉巴馬州)
加斯克（英語：Gasque）是一個位於美國阿拉巴馬州鮑德溫縣的非建制地區。該地的面積和人口皆未知。

## 地理
加斯克的座標為30°15′12″N 87°49′11″W / 30.253333°N 87.819722°W，而該地最高點為海拔高度2米（即7英尺）。